# Trogues
Trogues é uma comuna francesa na região administrativa do Centro, no departamento Indre-et-Loire. Estende-se por uma área de 9,42 km². Em 2010 a comuna tinha 307 habitantes (densidade: 32,6 hab./km²).